# Altônia
Altônia ist eine brasilianische Gemeinde im Westen des Bundesstaats Paraná. Es hat 18.742 Einwohner (2022).

## Etymologie
Altônia ist die Verbindung zweier Begriffe: „al“ abgeleitet von Alberto und „ton“ abgeleitet von „Byington“. Kurz gesagt, es ist eine Hommage an „Alberto Byington Júnior“, einen Partner des Unternehmens, das die Region kolonisierte.

## Geschichte

### Präkolumbische Bewohner
Vor der Kolonisierung war das Gebiet vor 2.000 Jahren von Guarani bewohnt. Bei archäologischen Untersuchungen der Staatsuniversität von Maringá wurden am Ufer des Córrego da Lagoa Fragmente von Keramik gefunden, die von den Ureinwohnern verwendet wurden, darunter Töpfe, Tassen, Krüge, Teller und Kasserolen.

### Besiedlung
Die Geschichte der Bewohner von Altônia begann 1953, als die Companhia Byington de Colonização Ltda. den ausgedehnten und undurchdringlichen Wald, der ein großes Gebiet bedeckte, mit Hilfe von Theodoliten, die sich in der Dämmerung wie Glühwürmchen bewegten, durchkämmte. Die von diesem Unternehmen entwickelten Maßnahmen waren für den Fortschritt in der Region verantwortlich.
Vor allem aus dem Nordosten und aus dem Bundesstaat Minas Gerais kamen immer mehr Menschen auf der Suche nach einem Ort, an dem sie sich niederlassen konnten und der über gute und reichhaltige Böden verfügte. Die Entschlossenheit der Pioniere war ein grundlegender Faktor im Prozess des Unternehmens, das landwirtschaftliche Grundstücke mit einer territorialen Ausdehnung von bis zu 10 Alqueires Paulistas (24 ha)  vorsah und eine intensive Kolonisierung förderte, bei der Hunderte von Familien den Raum besetzten, der zuvor von indigenen Völkern und der wilden Flora und Fauna eingenommen wurde.

### Stadtgründung
Am 10. September 1964 wurde Altônia zum Verwaltungs- und Gerichtsbezirk der Gemeinde Xambrê erhoben. Am 14. September 1966 wurde das Munizip Altônia durch das vom Gouverneur Paulo Cruz Pimentel verabschiedete Staatsgesetz Nr. 5.394 gegründet, dessen Gebiet von Xambrê getrennt wurde. Die offizielle Stadtrechtsverleihung fand am 12. Dezember 1968 statt.

## Geografie

### Fläche
Altônia hat eine Fläche von 662 km².

### Geografische Lage
Altônia liegt auf dem Breitengrad 23° 52′ 21″ Süd und dem Längengrad 53° 53′ West. Die Meereshöhe beträgt 368 Meter.

### Klima
Die Gemeinde hat tropisches Klima, Af nach der Klimaklassifikation nach Köppen und Geiger. Die Durchschnittstemperatur ist 22,9 °C. Die durchschnittliche Niederschlagsmenge liegt bei 1508 mm im Jahr.

### Gewässer
Der Paraná begrenzt das Munizip im Westen. Ein beträchtlicher Abschnitt der Ilha Grande gehört zum Gemeindegebiet.
Der Piquirí bildet die südliche Grenze zum Munizip Guaíra. Er mündet beim südwestlichen Zipfel des Gemeindegebiets in den Paraná. Östlich der Stadt auf halbem Weg nach Pérola entspringt der Ribeirão Iporã und fließt nach Süden in Richtung Rio Piquiri. Die Grenze nach Norden zum Munizip São Jorge do Patrocínio bildet der Ribeirão São João.
Das wichtigste geografische Merkmal der Gemeinde Altônia ist die Lagune Xambrê, die am Ufer des Paraná liegt und die größte Randlagune des Bundesstaates Paraná ist. Sie ist 5 km lang und 3 km breit und wird fast in ihrer gesamten Länge von Sümpfen zwischen den Gewässern gebildet, was sie den Feuchtgebieten von Mato Grosso do Sul ähnlich macht. Ihre Ufer bestehen aus dem Sandstein des Caiuá, und der See spielt eine wichtige Rolle für die Erhaltung der Fischarten im Paraná.

### Straßen
Altônia liegt an der Staatsstraße PR-490 nach Iporã (mit Anbindung an die BR-272 mit der nächstgelegenen Brücke über den Paraná) und an der PR-496 nach Pérola im Osten.

### Nachbarmunizipien
| Eldorado (MS)   | São Jorge do Patrocínio                     |        |
| Mundo Novo (MS) | Kompassrose, die auf Nachbargemeinden zeigt | Pérola |
| Guaíra          | Terra Roxa                                  | Iporã  |

## Stadtverwaltung
Bürgermeister: Claudenir Gervasone (2021–2024)

## Demografie

### Bevölkerungsentwicklung
Quelle: IBGE (2011)
| Jahr | Einwohner | Stadt  | Land   |
| 1960 |           |        |        |
| 1970 | 43.042    | 4.025  | 39.017 |
| 1980 | 42.763    | 11.496 | 31.267 |
| 1991 | 24.589    | 11.925 | 12.664 |
| 2000 | 19.230    | 11.704 | 7.526  |
| 2010 | 20.516    | 15.094 | 5.422  |
| 2022 | 18.742    | -      | -      |

Quelle: IBGE (2011) und Volkszählung 2022

### Ethnische Zusammensetzung
Ethnische Gruppen nach der statistischen Einteilung des IBGE (Stand: 1991, 2000 und 2010)
| Gruppe*     | 1991   | 2000   | 2010   | |
| Weiße       | 17.391 | 13.881 | 13.284 | wer sich als „weiß“ erklärt                                                                                     |
| Schwarze    | 396    | 400    | 556    | wer sich als „schwarz“ erklärt                                                                                  |
| Gelbe       | 39     | 48     | 131    | Personen fernöstlicher Herkunft wie japanisch, chinesisch, koreanisch etc.                                      |
| Braune      | 6.730  | 4.811  | 6.545  | wer sich als „braun“ erklärt oder wer sich mit einer Mischung von zwei oder mehr der fünf Gruppen identifiziert |
| Indigene    | 33     | 55     | -      | wer sich als Ureinwohner oder Indio erklärt                                                                     |
| ohne Angabe | -      | 35     | -      | |
| Gesamt      | 24.589 | 19.230 | 20.516 | |

*) Das IBGE verwendet für Volkszählungen seit 1991 ausschließlich diese fünf Gruppen. Die Gruppenzugehörigkeit wird bei der Befragung vom Einwohner selbst festgelegt. Das IBGE verzichtet bewusst auf Erläuterungen.